# Huangwu (köpinghuvudort i Kina, Zhejiang Sheng, lat 29,08, long 121,17)
Huangwu (kinesiska: 黄务, 三合镇) är en köpinghuvudort i Kina. Den ligger i provinsen Zhejiang, i den östra delen av landet, omkring 160 kilometer sydost om provinshuvudstaden Hangzhou. Antalet invånare är 19 177. Befolkningen består av 9 620 kvinnor och 9 557 män. Barn under 15 år utgör 23,0 %, vuxna 15-64 år 61 %, och äldre över 65 år 14,0 %.
Runt Huangwu är det tätbefolkat, med 356 invånare per kvadratkilometer. Närmaste större samhälle är Tiantai Chengguanzhen, 14,4 km väster om Huangwu. I omgivningarna runt Huangwu växer i huvudsak blandskog.
Genomsnittlig årsnederbörd är 2 140 millimeter. Den regnigaste månaden är augusti, med i genomsnitt 364 mm nederbörd, och den torraste är januari, med 70 mm nederbörd.